# Rugby Calvisano 2014-2015

## Eccellenza 2014-15

### Stagione regolare
| Incontro                | Andata | Ritorno |
| ----------------------- | ------ | ------- |
| L’Aquila — Calvisano    | 17-43  | 21-40   |
| Calvisano — Fiamme Oro  | 33-13  | 55-21   |
| I Cavalieri — Calvisano | 10-43  | 0-78    |
| Calvisano — Rovigo      | 18-19  | 13-44   |
| Calvisano — San Donà    | 39-3   | 35-24   |
| Petrarca — Calvisano    | 15-16  | 6-16    |
| Calvisano — S.S. Lazio  | 27-14  | 30-20   |
| Mogliano — Calvisano    | 23-20  | 27-29   |
| Calvisano — Viadana     | 41-19  | 25-25   |

#### Risultati della stagione regolare
| Posizione | G  | V  | N | P | PF  | PS  | DP   | B  | Pt |
| --------- | -- | -- | - | - | --- | --- | ---- | -- | -- |
| 2ª        | 18 | 14 | 1 | 3 | 601 | 312 | +289 | 14 | 72 |

### Fase finale
| Turno | Incontro             | Andata | Ritorno |
| ----- | -------------------- | ------ | ------- |
| SF    | Mogliano — Calvisano | 15-30  | 24-23   |
| F     | Rovigo — Calvisano   | 10-11  | 10-11   |

## European Rugby Challenge Cup 2014-15

### Qualificazione
| Incontro             | Andata | Ritorno |
| -------------------- | ------ | ------- |
| Bucarest — Calvisano | 18-13  | 10-13   |

## Trofeo Eccellenza 2014-15

### Prima fase
| Incontro                | Risultato |
| ----------------------- | --------- |
| Viadana — Calvisano     | 13-28     |
| Calvisano — I Cavalieri | 54-3      |

#### Risultati della prima fase
| Posizione | G | V | N | P | PF | PS | DP  | B | Pt |
| --------- | - | - | - | - | -- | -- | --- | - | -- |
| 1ª        | 2 | 2 | 0 | 0 | 82 | 16 | +66 | 1 | 9  |

### Fase finale
| Turno | Incontro             | Risultato |
| ----- | -------------------- | --------- |
| SF    | Calvisano — Petrarca | 25-0      |
| F     | Calvisano — Mogliano | 28-11     |

## Qualifying Competition 2015

### Prima fase
| Incontro                | Risultato |
| ----------------------- | --------- |
| Calvisano — Viadana     | 34-3      |
| El Salvador — Calvisano | 12-62     |

#### Risultati della prima fase
| Posizione | G | V | N | P | PF | PS | DP  | B | Pt |
| --------- | - | - | - | - | -- | -- | --- | - | -- |
| 1ª        | 2 | 2 | 0 | 0 | 96 | 15 | +81 | 2 | 10 |

### Finale di qualificazione
| Incontro           | Andata | Ritorno |
| ------------------ | ------ | ------- |
| Rovigo — Calvisano | 17-17  | 7-35    |

## Verdetti
- Calvisano campione d'Italia 2014-15.
- Calvisano vincitore del Trofeo Eccellenza 2014-15.
- Calvisano qualificato alla European Challenge Cup 2015-16.